# Ollókezű Edward
Az Ollókezű Edward (eredeti cím: Edward Scissorhands) 1990-ben bemutatott egész estés amerikai romantikus fantasyfilm, amelyet 1991-ben Golden Globe-ra és Oscarra jelöltek. A forgatókönyvet Caroline Thompson írta, a filmet Tim Burton rendezte, a zenéjét Danny Elfman szerezte, a producere Denise Di Novi volt, a főszerepekben Johnny Depp és Winona Ryder láthatóak.
Az Amerikai Egyesült Államokban 1990. december 7-én, Magyarországon 1991. június 7-én mutatták be a mozikban.

## Cselekmény
Egy különc feltaláló egy érző, gondolkodó és élő fiút tervez magának. Ezt az alkotást Edward névre kereszteli, aki szinte tökéletes, egyedül a kezei hiányoznak még, melyeket átmeneti megoldásképpen ollókból alkotott meg. Az igazi kezeket azonban már nincs ideje befejezni, mert meghal. Az elárvult Edwardot egy asszony fogadja be, aki tudja, hogy Edward félelmetes kezei sosem ártanának senkinek, mivel viselőjük egy érző és melegszívű lény. Lassan a város összes tagja megismeri és megszereti, s ő azzal hálálja meg, hogy csodálatos frizurát csinál kutyának és gazdijának egyaránt, és sövényszobrokat készít. Ám az idill nem tart sokáig… Edward beleszeret az őt befogadó Peg ügynök Kim nevű lányába. Edwardot ráveszik, hogy betörjenek Kim barátjának a házába, hogy az ott található dolgokat ellopják. De mikor lebuknak, Edwardot a helyszínen hagyják. Kim szakít a barátjával, amiért nem mentek vissza Edwardért. Kim barátja tervelte ki a betörést, mivel a ház biztosítva volt, és a szülei a biztosítótól kapott pénzből újra megvehetnek mindent. A városlakók a rablás után megutálják Edwardot. Már Peg is úgy gondolja, hogy nem kellett volna lehoznia a kastélyból. Kim barátja el akarja kapni Edwardot és Kim öccse pont hazafelé tart, majdnem elgázolják, de Edward megmenti, ám közben meg is sebesíti, ezért el kell hagynia a várost.
A filmben nyújtott alakításért Johnny Deppet a legjobb színész – zenés film és vígjáték kategóriában jelölték Golden Globe-díjra.

## Szereplők
| Szereplő        | Színész               | Magyar hang        |
| --------------- | --------------------- | ------------------ |
| Ollókezű Edward | Johnny Depp           | Lippai László      |
| Kim Boggs       | Winona Ryder          | Götz Anna          |
| Peg Boggs       | Dianne Wiest          | Hámori Ildikó      |
| Jim             | Anthony Michael Hall  | Hankó Attila       |
| Joyce           | Kathy Baker           | Bencze Ilona       |
| Kevin           | Robert Oliveri        | Minárovits Péter   |
| Helen           | Conchata Ferrell      | Győri Ilona        |
| Marge           | Caroline Aaron        | Némedi Mari        |
| Allen           | Dick Anthony Williams | Konrád Antal       |
| Esmeralda       | O-Lan Jones           | Menszátor Magdolna |
| Feltaláló       | Vincent Price         | Tyll Attila        |
| Bill            | Alan Arkin            | Rajhona Ádám       |